# Nieuwe Testament

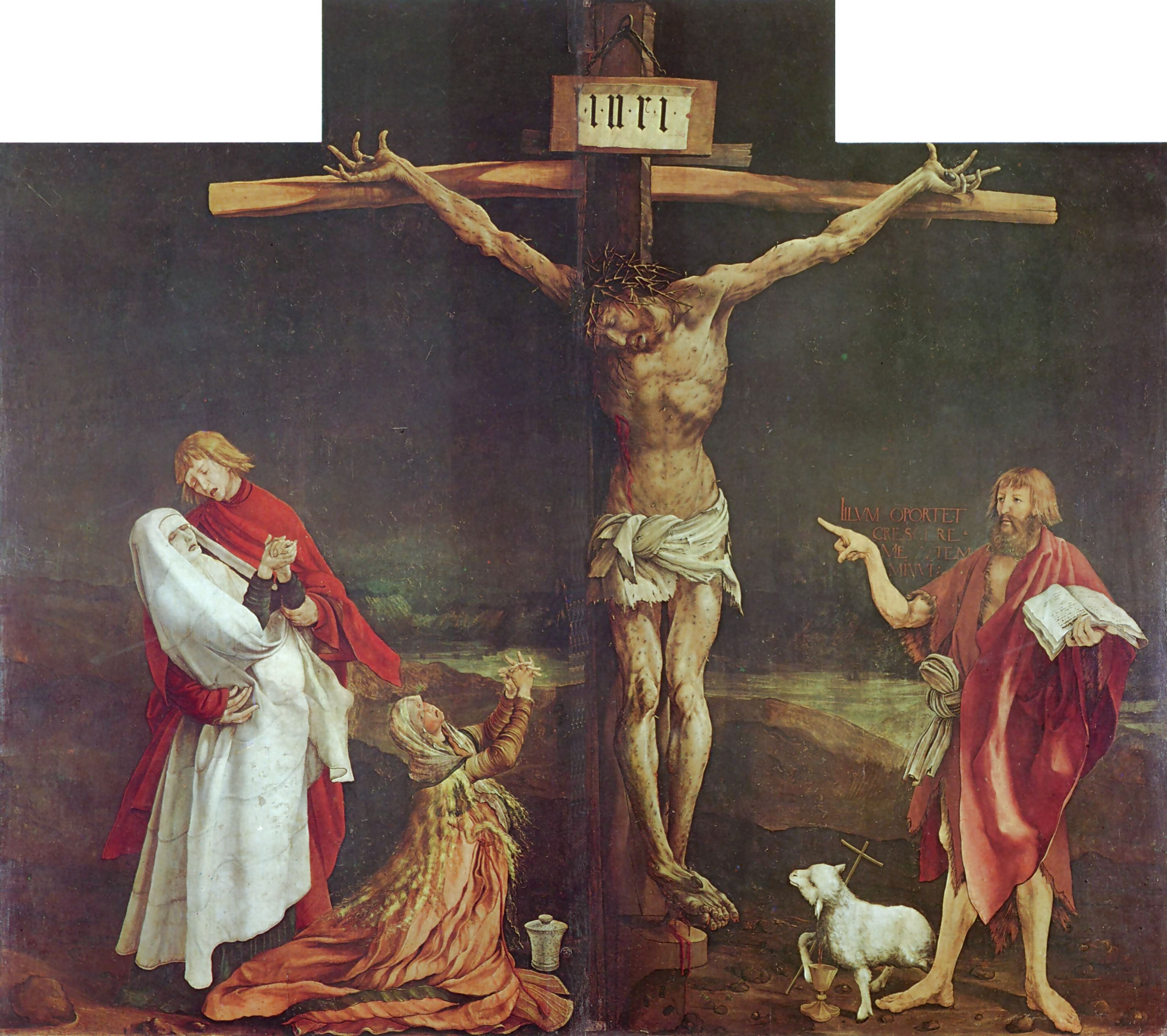
De kruisiging van Jezus, 1512-1516, door Matthias Grünewald

Het Nieuwe Testament (Koinè: Ἡ καινὴ διαθήκη, Hē kainḕ diathḗkē; Latijn: Novum Testamentum) is het tweede deel van de christelijke Bijbel en bestaat uit 27 werken, 'boeken', die alle in het Koinè Grieks zijn geschreven. Het eerste deel is het Oude Testament, ook wel de Hebreeuwse Bijbel genoemd.
In het Nieuwe Testament staat de komst van Jezus centraal. Zijn dood en opstanding leiden tot het herstel van de verstoorde relatie tussen God en de mens. Zijn volgelingen zullen het Koninkrijk van God beërven.

## Naamgeving
De aanduiding Nieuwe Testament is ontstaan in de periode van het vroege christendom. De eerste christenen waren Joden die zich lid voelden van Gods volk, gebaseerd op het 'verbond' dat in de tijd van Mozes was gesloten, bekrachtigd door de Wet van Mozes. De nieuwe relatie tussen God en de christenen werd daarom al snel aangeduid als 'het nieuwe verbond' (naar Hebreeën 9:15-17). Het Griekse woord diathḗkē voor 'verbond' werd in het Laatlatijn (vroege 14e eeuw) vertaald met testamentum, waardoor de termen Oude en Nieuwe Testament ontstonden.

## Inhoud
Het Nieuwe Testament opent met vier evangeliën, die daden en woorden beschrijven van Jezus. Deze worden gevolgd door de Handelingen van de apostelen. Daarin wordt de geschiedenis van de eerste christelijke gemeenschappen beschreven. Daarna volgt een reeks brieven die bijna alle op naam staan van de apostelen. Hoewel precieze datering moeilijk is, wordt algemeen aangenomen dat de geschriften dateren uit de tweede helft van de eerste eeuw na Christus tot het begin van de tweede eeuw na Christus. 
De 27 boeken van het Nieuwe Testament worden, op Hebreeën en de Openbaring van Johannes na, groepsgewijs ingedeeld.

### Evangeliën
De evangeliën zijn de eerste vier boeken in het Nieuwe Testament:
- het Evangelie volgens Matteüs (circa 75-90 n.Chr.)
- het Evangelie volgens Marcus (circa 65-70 n.Chr.)
- het Evangelie volgens Lucas (circa 80-90 n.Chr.)
- het Evangelie volgens Johannes (circa 90-110 n.Chr.).

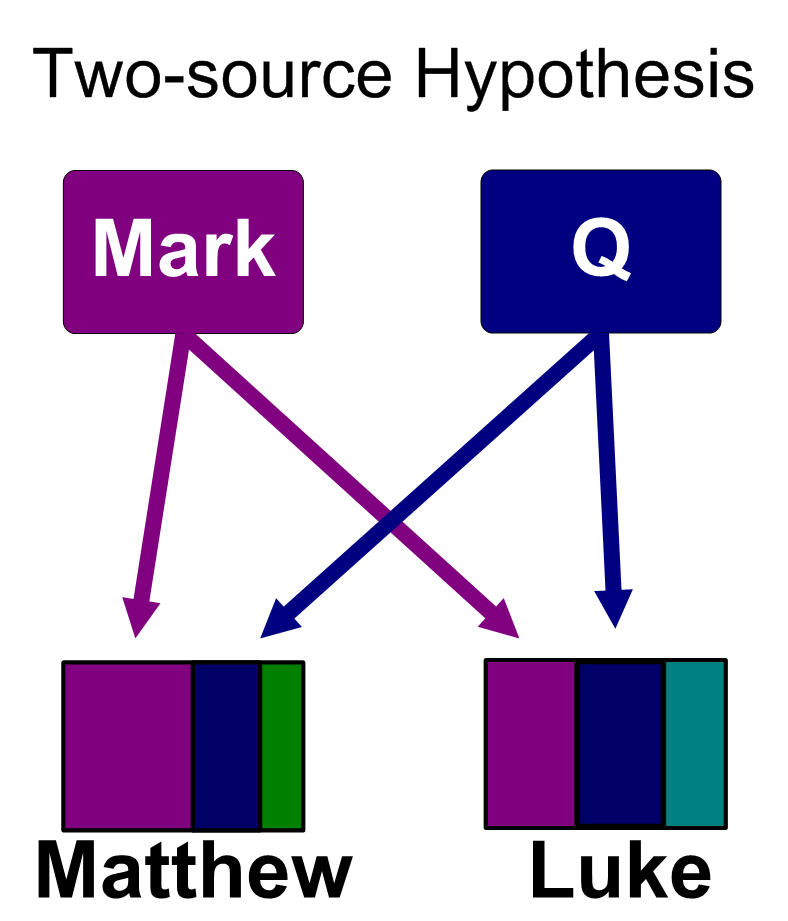
Schematische weergave van de tweebronnentheorie over het ontstaan van de evangeliën

De evangeliën geven een beschrijving van het leven van Jezus Christus: zijn geboorte, onderricht, wonderen, conflicten, kruisiging, sterven, dood en opstanding. De evangeliën zijn anoniem, maar werden al vroeg toegeschreven aan de apostelen Matteüs en Johannes en twee leerlingen van Jezus Christus of van de apostelen, namelijk Marcus en Lucas.
Historisch-kritisch onderzoek heeft aangetoond dat die toeschrijving onhoudbaar is. Er is uit gebleken dat de schrijvers van de evangeliën verscheidene bronnen gebruikten. Het Evangelie volgens Marcus is het oudste evangelie en was een belangrijke bron voor de evangeliën volgens Matteüs en Lucas. Omdat deze drie evangeliën veel dezelfde passages bevatten, worden deze synoptische evangeliën genoemd. Daarnaast wordt uitgegaan van een verloren gegane bron, de zogenoemde bron Q.
Het Evangelie volgens Johannes wijkt qua stijl en opzet duidelijk af van de andere drie evangeliën.

### Handelingen
Handelingen van de Apostelen, kortweg Handelingen geheten, is het tweede deel van het Evangelie volgens Lucas en werd ook rond 80-90 n.Chr. geschreven door dezelfde auteur. Het boek Handelingen begint met de Hemelvaart van Jezus Christus, gevolgd door de beschrijving van de uitstorting van de Heilige Geest (Pinksteren). Hierna volgt een uiteenzetting over het ontstaan en de groei van de eerste christelijke gemeente in Jeruzalem en hoe het vroege christendom zich vervolgens uitbreidde. In het eerste deel staat apostel Petrus centraal. Het tweede deel, gewijd aan de zendingsreizen van de apostel Paulus, eindigt met een beschrijving van de prediking van het evangelie door Paulus in Rome. 
In deze opbouw is een programma te zien: het evangelie gaat vanuit de beslotenheid van het Joodse volk (gesymboliseerd door Jeruzalem) naar de heidenen (gesymboliseerd door de wereldstad Rome). Met andere woorden: het evangelie is er voor de Joden en de niet-Joden.

### Brieven (epistels)
Na Handelingen volgen de brieven die aan Paulus worden toegeschreven, daarna de overige brieven.

#### Brieven van Paulus
De brieven van Paulus zijn de oudste delen van het Nieuwe Testament. Ze verschaffen inzicht in de overtuigingen en controverses van het vroege christendom. Als onderdeel van de canon van het Nieuwe Testament zijn het hoekstenen voor zowel christelijke theologie als ethiek.
In het Nieuwe Testament zijn ze niet chronologisch geordend, maar naar lengte. De langste brief staat vooraan, de kortste achteraan. In elk geval zijn de onbetwiste brieven van Paulus ouder dan de evangeliën, hoewel ze na de evangeliën in het Nieuwe Testament staan. In de Bijbelwetenschap is het auteurschap van zeven brieven onbetwist. In meerdere of mindere mate wordt het auteurschap van de brieven aan de Efeziërs, de Kolossenzen en de tweede brief aan de Tessalonicenzen betwijfeld.
- Brief van Paulus aan de Romeinen (56 n.Chr.);
- Eerste brief van Paulus aan de Korintiërs (55 n.Chr.);
- Tweede brief van Paulus aan de Korintiërs (56 n.Chr.; mogelijk een compilatie van meerdere brieven 55-57 n.Chr.);
- Brief van Paulus aan de Galaten (48, 50 of 55/56 n.Chr.);
- Brief van Paulus aan de Efeziërs (53/54 n.Chr.; indien pseudepigrafisch 80-90 n.Chr.);
- Brief van Paulus aan de Filippenzen (53/54, 55 of 60 n.Chr.);
- Brief van Paulus aan de Kolossenzen (53/54 n.Chr.; indien pseudepigrafisch circa 70 n.Chr.);
- Eerste brief van Paulus aan de Tessalonicenzen (50 n.Chr.);
- Tweede brief van Paulus aan de Tessalonicenzen (50 n.Chr.; indien pseudepigrafisch eind eerste eeuw);
- Brief van Paulus aan Filemon (53/54, 55 of 60 n.Chr.).

Er zijn nog drie brieven op naam van Paulus, de zogeheten Pastorale brieven (circa 100 n.Chr.):
- Eerste brief van Paulus aan Timoteüs;
- Tweede brief van Paulus aan Timoteüs;
- Brief van Paulus aan Titus.

Deze drie brieven hebben veel gemeenschappelijke kenmerken. Ze zijn waarschijnlijk onder de gezaghebbende naam van Paulus geschreven om nieuwe problemen in de christelijke gemeenschappen het hoofd te bieden.

#### Hebreeën
Hoewel de Brief aan de Hebreeën (circa 80-100 n.Chr.) niet claimt door Paulus geschreven te zijn, werd deze in de vroege periode van het christendom wel aan Paulus toegeschreven. Zo kreeg dit anonieme werk een apostolische origine. In de derde eeuw schreef Origenes over deze brief: "Mannen uit vroege tijden hebben de brief al overgeleverd als van Paulus, maar wie de brief schreef, weet alleen God."

#### Katholieke of algemene brieven
De katholieke (of algemene) brieven bevatten zowel brieven als verhandelingen in briefvorm, aan de Kerk als geheel gericht. De term 'katholiek' (Grieks: καθολική, katholikē), die al in de oudste manuscripten werd gebruikt, betekent hier eenvoudigweg 'universeel' of 'algemeen'. Al deze brieven zijn zeer waarschijnlijk of zeker pseudepigrafisch. De brieven van Johannes noemen geen afzender.
- Brief van Jakobus (eind eerste eeuw)
- Eerste brief van Petrus (circa 90 n.Chr.)
- Tweede brief van Petrus (circa 90-110 n.Chr.)
- Eerste brief van Johannes (circa 80, 95 of 105 n.Chr.)
- Tweede brief van Johannes (circa 80, 95 of 105 n.Chr.)
- Derde brief van Johannes (circa 80, 95 of 105 n.Chr.)
- Brief van Judas (80-100 n.Chr.)

### Openbaring
Het laatste boek van het Nieuwe Testament, de Openbaring van Johannes (kortweg Openbaring), is overwegend apocalyptisch. In Openbaring wordt er in zinnebeeldige taal een voorstelling van gegeven hoe het er in de eindtijd aan toe zal gaan. De auteur identificeert zich als Johannes, waardoor al vroeg werd aangenomen dat dit dezelfde was als de auteur van het vierde evangelie. Vrijwel direct daarna werd die toeschrijving al betwist en ontstond de aanduiding Johannes van Patmos om een onderscheid te maken. In de huidige exegese wordt niet meer aangenomen dat hiermee de apostel Johannes werd aangeduid.

## Betekenis
Het Nieuwe Testament is een van de meest invloedrijke werken uit de wereldliteratuur en heeft een belangrijke stempel gedrukt op de vorming van de westerse cultuur. Het is de basis voor de verspreiding van het christendom, eerst na Jezus' dood in Europa en met de kolonisatie over de hele wereld. Talloze kunstwerken, uit onder andere de beeldende kunst, literatuur, muziek en theater, kwamen en komen voort uit motieven en teksten uit het Nieuwe Testament.
Als onderdeel van de Bijbel vormt het Nieuwe Testament de basis voor het christelijk geloof in zijn verschillende vormen. Teksten uit het Nieuwe Testament worden regelmatig gelezen in de christelijke eredienst en vormen een essentieel onderdeel van de liturgie. Ze spelen ook een belangrijke rol in het persoonlijke geloof van christenen.
Een nieuwtestamenticus is een Bijbelwetenschapper die zich specifiek bezighoudt met het Nieuwe Testament.

## Canonvorming

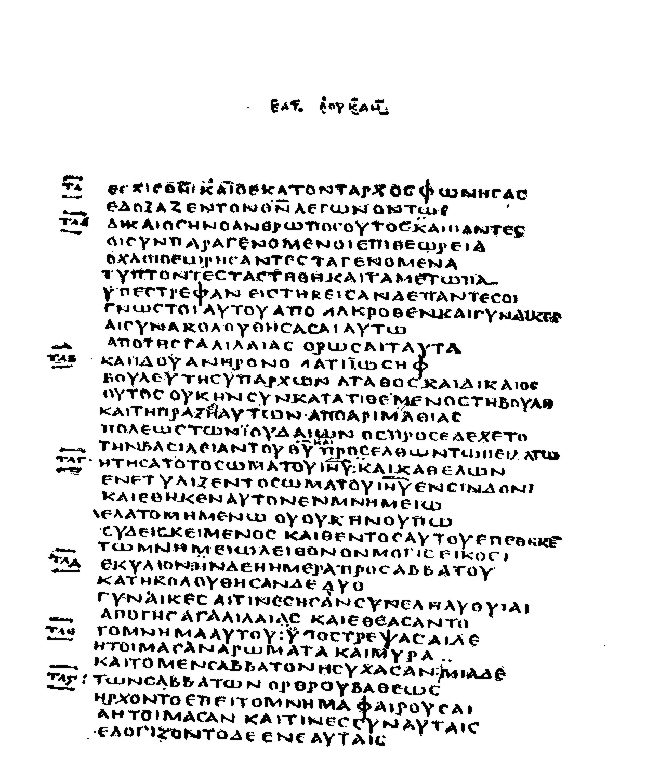
Grieks fragment van het Evangelie volgens Lucas uit de Codex Bezae

Reeds aan het einde van de 2e eeuw bestond een canon die niet veel van de huidige verschilde. De tweede helft van de 4e eeuw vormde de beslissende fase van canonisering door Athanasius van Alexandrië.
Canoniciteit werd bepaald aan de hand van veronderstelde apostolische oorsprong, gebruik in de liturgie en overeenstemming met de apostolische traditie. Boeken die toegeschreven werden aan (een leerling van) een apostel en in de eerste eeuwen tot stand waren gekomen, maar om uiteenlopende redenen niet opgenomen werden in de canon, heten apocriefen van het Nieuwe Testament. Geschriften die niet zijn geschreven door degene wiens naam ze dragen, worden pseudepigrafen genoemd.

## Verhouding ten opzichte van het Oude Testament
Een van de eerste grote vraagstukken in het vroege christendom ging over de betekenis van het Oude Testament. De eerste kring leerlingen van Jezus bestond volledig uit Joden. Zij voelden zich nog volledig gebonden aan de Joodse wet (Wet van Mozes) die in het Oude Testament wordt gegeven, het vroegchristelijk jodendom. Toen heidenen (niet-Joden) zich tot het christendom bekeerden, eisten Joodse christenen dat de heidenen zich lieten besnijden en zich aan de reinheids- en spijswetten hielden, "omdat ze anders niet konden worden gered" (Handelingen 11:2-3). Paulus, de "apostel voor de heidenense volken" (Romeinen 11:13), nam hier afstand van. Zijn opvattingen leidden tot conflicten, waar het Concilie van Jeruzalem (44-49 n.Chr.) een definitief antwoord op probeerde te geven (Handelingen 15:1-29). Uit de brieven van Paulus blijkt dat dit conflict ook na dit concilie bleef spelen (zie bijvoorbeeld Galaten 2).
Na de definitieve afsplitsing van het christendom van het jodendom betoogden de apologeten vaak dat het jodendom het Oude Testament verkeerd begrepen en geïnterpreteerd had. Zij betogen in hun werken dat het Oude Testament de ultieme autoriteit is, maar dat de Joodse wet werd gespiritualiseerd en gezien als een voorafschaduwing van dingen die in het christendom zouden worden vervuld, in navolging van de Brief aan de Hebreeën (bijvoorbeeld in 10:1). Voorschriften in de Wet van Mozes kregen een profetische betekenis, zoals "besneden van oren" worden in de Brief van Barnabas 9:3.
Sinds de patristiek wordt het Oude Testament uitgelegd in lijn met de stelling van Augustinus van Hippo:
Novum Testamentum in Vetere latet, et in Novo Vetus patet.— Het Nieuwe Testament wordt in het Oude verborgen, het Oude wordt in het Nieuwe onthuld.
Reformator Johannes Calvijn stelde in zijn Institutie dat er in het Oude en Nieuwe Testament sprake is van hetzelfde verbond, terwijl de uitvoering ervan anders is. De verschillen tussen beide testamenten doen volgens Calvijn in geen enkel opzicht afbreuk aan de eenheid tussen de testamenten.
In de Moderne Tijd leert het christendom dat zowel het Oude als het Nieuwe Testament geïnspireerd zijn door de Heilige Geest. Het Oude Testament wordt over het algemeen gezien als de profetie die de komst van Jezus Christus als Gods aangestelde Messias voorspelt. Veel Kerken leren dat het christendom het "nieuwe verbond" is (Jeremia 31:31) dat het (oude) verbond met Israël verving.